# Boston Common
Boston Common (noto anche come the Common)  è un parco cittadino situato nel centro di Boston nel Massachusetts. Talvolta viene erroneamente chiamato Boston Commons.
Risalente al 1634, è il parco cittadino più antico degli Stati Uniti. Il Boston Common occupa una superficie di 200,000 m² ed è delimitato da Tremont Street (139 Tremont St.), Park Street, Beacon Street, Charles Street e Boylston Street.